# Echinocereus leucanthus
El alicoche de flor blanca u órgano pequeño de flor blanca (Echinocereus leucanthus) pertenece a la familia de las cactáceas (Cactaceae). La palabra Echinocereus viene del latín ‘echinus’ erizo y ‘cactus’ cactácea, es decir, plantas globosas espinosas. El término leucacanthus viene del griego ‘leukos’ blanco y del griego ‘anthos’ flor, por la flor blanca de la especie.

## Clasificación y descripción
Es una biznaga de la familia Cactaceae del orden Caryophyllales. Es descrita como una planta arbustiva ramificada; presenta raíces fasciculado-tuberosas; sus tallos son cilíndricos, hasta de 30 cm de alto y 3 a 6 mm de diámetro, verde-púrpuras; presenta 8 costillas oblicuas. La forma de las areolas es orbicular; las espinas radiales van de 9 a 18, aciculares, divergentes, blancas; espinas centrales 2 a 3, morenas o negras en su mitad superior. Flores infundibuliformes, de 2 a 4 cm de largo, hasta 4 cm de diámetro, blancas, surgen desde el ápice de los tallos hasta la mitad de los mismos. Fruto ovoide, espinoso, verde oliva y pulpa blanca. Semillas orbiculares, tuberculadas, pardo-negruzcas.

## Distribución
Es una planta endémica de México. Conocida de Guásimas, Bachoco y Yavaros en el sur de Sonora y de cerca de Los Mochis, Sinaloa.

## Hábitat
Vive de 0 a 50 m s. n. m., en suelos arenosos, en matorral espinoso costero, regularmente bajo arbustos.

## Estado de conservación
Las poblaciones de esta especie son afectadas por el cambio de uso de suelo, no obstante, solo se propone en Protección especial (Pr) en el Proyecto de Modificación de la Norma Oficial Mexicana 059-2015. En la lista roja de la UICN se considera como especie En Peligro (EN). En CITES se valora en el apéndice II.